# Skyline (film)
Pour les articles homonymes, voir Skyline.
Série Skyline
Beyond Skyline
(2017)
Pour plus de détails, voir Fiche technique et Distribution.
Skyline ou Horizon au Québec est un film de science-fiction américain réalisé par Greg et Colin Strause, sorti en 2010.
Le film connaît deux suites : Beyond Skyline (2017) et Skylines (2020).
Le film débute au petit matin, après une soirée d'anniversaire bien arrosée à Los Angeles. Des amis sont réveillés par une lumière bleue qui envoûte quiconque la regarde. Cette lumière est le signe d'une invasion extra-terrestre en cours : des vaisseaux stationnent au-dessus des principales villes de la Terre et « aspirent » les gens. Le petit groupe d'amis tente de quitter l'immeuble ; une course poursuite s'engage contre les vaisseaux extraterrestres.

## Synopsis
Jarrod et sa femme Elaine arrivent à Los Angeles, en Californie, pour la fête d'anniversaire du meilleur ami de Jarrod, Terry. Ils célèbrent avec la femme de Terry, Candice, et son assistante, Denise. Lors d'une dispute privée sur l'opportunité de déménager ou non, Elaine révèle qu'elle est enceinte.
Le lendemain matin, des lumières bleues descendent du ciel, hypnotisant quiconque les regarde. Chaque personne hypnotisée devient comme un zombie et immobilisée, et est ensuite récupérée par les machines lumineuses. C'est l'œuvre de plusieurs vaisseaux extraterrestres qui descendent du ciel. Jarrod est sur le point d'être pris quand Terry le tacle. Les deux échappent aux drones extraterrestres et rencontrent Elaine.
De retour dans la copropriété, Terry cherche son voisin Walt pour qu'ils puissent tous partir dans la voiture de Walt. Alors que Terry et Walt se cachent, le chien de Walt court vers la créature. Walt essaie de l'arrêter et se fait enlever. Jarrod pense que l'eau libre serait un endroit plus sûr, car il n'y a pas de machines au-dessus de la mer. Ils rencontrent un couple qui se chamaille, Colin et Jen, se préparant également à fuir le bâtiment. Alors que la voiture de Terry sort du garage, elle est aplatie par un énorme extraterrestre à quatre pattes, tuant Denise. Terry s'échappe, mais est enlevé alors qu'il s'enfuit. Le trio se retire dans le garage. Là, ils rencontrent une autre forme de vie extraterrestre sous la forme d'un grand calmar à plusieurs tentacules qui coince le reste du groupe avant que le concierge de l'immeuble, Oliver, ne s'y écrase avec un SUV. Dans le combat qui s'ensuit, la créature calmar aspire le cerveau de Colin pour remplacer son propre cerveau. Jen rejoint le groupe, mais est enlevée alors qu'ils retournent dans le bâtiment. Les quatre survivants restent cachés dans la copropriété.
Le lendemain, l'armée de l'air américaine lance une attaque contre le vaisseau spatial extraterrestre et envoie des drones extraterrestres à l'aide d'avions de combat furtifs et de drones conventionnels. Un seul avion furtif perce le carnage et tire un missile nucléaire, frappant le vaisseau-mère, avant qu'il ne soit détruit.  La détonation fait exploser le vaisseau. Malheureusement, les extraterrestres survivent et le vaisseau commence lentement à se réparer. Après que Jarrod ait dit à Elaine que la lumière extraterrestre l'avait fait se sentir puissant, il est catégorique sur le fait que la sécurité se trouve à l'extérieur. Oliver veut rester à l'intérieur et essaie de le retenir. Jarrod commence à changer physiquement, soulève Oliver du sol et jure de protéger sa famille.
Les navires et hélicoptères restants de la marine américaine arrivent à Los Angeles avec des soldats alors que Jarrod et Elaine montent sur le toit dans l'espoir de se faire conduire en lieu sûr, mais l'hélicoptère est attaqué par le pétrolier et détruit. Oliver et Candice restent dans la copropriété mais sont retrouvés lorsque Candice s'expose accidentellement à la lumière et est enlevée mais l'extraterrestre calmar est tué par un soldat de l'armée américaine. Ensuite, Oliver tente de tuer un extraterrestre en allumant une cuisinière à gaz et en allumant un briquet, provoquant l'explosion de la pièce. Les soldats sont jetés du toit par les extraterrestres et le calmar géant attaque Jarrod et Elaine. Jarrod gravement blessé le tue. Ils tentent de s'échapper du pétrolier restant. Un FB-22 Strike Raptor le repère et tente de les sauver mais est attaqué par un drone extraterrestre et détruit. Le jet frappe presque Jarrod et Elaine mais s'écrase à la place dans le pétrolier et le pilote est tué. Jarrod est trop gravement blessé pour continuer à avancer et dit à Elaine de partir seule mais elle reste avec lui alors qu'ils regardent les F-22 être soufflés du ciel et le vaisseau-mère se rapprocher d'eux. Sans espoir, ils acceptent leur sort, regardent dans la lumière bleue et sont aspirés dans le vaisseau-mère. Un bref montage montre que des villes comme Londres, Las Vegas, Hong Kong et New York ont toutes succombé à l'invasion et que les extraterrestres semblent avoir gagné et vaincu les derniers navires de la marine américaine restants.
À l'intérieur du vaisseau extraterrestre, Elaine se réveille sur un tas de corps humains. Des tubes aspirent des cerveaux humains dans des machines. Les sondes parcourent la pile à la recherche de ce qu'elles peuvent trouver. Elaine voit Jarrod dans la pile mais doit regarder impuissante alors que son cerveau est retiré. Elle est sondée et transportée dans une chambre avec d'autres femmes enceintes. Elle regarde une autre femme enceinte se faire enlever son bébé et mourir. Pendant ce temps, le cerveau de Jarrod, rougeoyant, est inséré dans un nouveau corps extraterrestre. Animant le corps, Jarrod semble garder le contrôle et vient en aide à Elaine, qui le reconnaît lorsqu'il lui caresse le ventre et la tête. Il se retourne ensuite pour affronter des extraterrestres qui avancent. Au générique, une série d'images fixes représentent "Jarrod" protégeant Elaine et leur enfant des extraterrestres.

## Fiche technique
- Titre original et français : Skyline
- Titre québécois : Horizon
- Réalisation : Greg et Colin Strause
- Scénario : Joshua Cordes et Liam O’donnell
- Musique : Matthew Margeson
- Direction artistique : n/a
- Décors : Drew Dalton
- Costumes : Bobbie Mannix
- Photographie : Michael Watson
- Son : Michael Keller, John Ross, Greg Hedgepath, Gary L. Krause
- Montage : Nicholas Wayman-Harris
- Production : Kristian James Andresen et Liam O'Donnell

Production exécutive : Tracey Landon
Production déléguée : Brett Ratner, Brian Kavanaugh-Jones, Brian Tyler et Greg et Colin Strause
Production associée : Liz Dean
Coproduction : Paul Barry
- Sociétés de production[1] : Relativity Media, Hydraulx et Transmission Pictures,
  - avec la participation de Rogue Pictures,
  - en association avec Rat Entertainment
- Sociétés de distribution :
  - États-Unis : Universal Pictures
  - France : SND[2]
  - Canada : Alliance
  - Belgique : Kinepolis Film Distribution (KFD)
- Budget : 10 millions de $[3]
- Pays d'origine :  États-Unis
- Langue originale : anglais
- Format[4] : couleur (Technicolor) - 35 mm / D-Cinema - 2,35:1 (Cinémascope) - son DTS | Dolby Digital | SDDS
- Genre : science-fiction, thriller, action
- Durée : 92 minutes
- Dates de sortie[5] :
  - États-Unis, Québec[6] : 12 novembre 2010
  - France, Belgique : 15 décembre 2010
  - Suisse romande : 19 janvier 2011[7]
- Classification[8] :
  -  États-Unis : Accord parental recommandé, film déconseillé aux moins de 13 ans (certificat #46437) (PG-13 - Parents Strongly Cautioned)[Note 1].
  -  France : Tous publics avec avertissement (visa d'exploitation no 128241 délivré le 14 décembre 2010)[9],[Note 2].
  -  Québec : 13 ans et plus (13+ / 13 years and over)[6].
  -  Suisse romande : Interdit aux moins de 14 ans[7],[10].

## Distribution
- Eric Balfour (VFB : Pierre Lognay ; VQ : Jean-François Beaupré) : Jarrod
- Scottie Thompson (VFB : Fanny Roy ; VQ : Audrey Lacasse) : Elaine
- Crystal Reed (VQ : Amélie Bonenfant) : Denise
- Donald Faison (VFB : Mathieu Moreau ; VQ : Alexandre Fortin) : Terry
- David Zayas (VFB : Erwin Grünspan ; VQ : Manuel Tadros) : Olivier
- Brittany Daniel (VFB : Marie Van R ; VQ : Geneviève Désilets) : Candice
- Neil Hopkins (VFB : Michelangelo Marchese ; VQ : Philippe Martin) : Ray
- Robin Gammel (VFB : Bernard Faure ; VQ : Claude Préfontaine) : Walt
- Tanya Newbould (VFB : Guylaine Gibert) : Jen
- J. Paul Boehmer (en) :  Colin
- Pam Levin : Cindy
- Phet Mahathongdy : Mandy
- Tony Black (id) : Derek

## Production

### Tournage
Le tournage a lieu notamment à Los Angeles, Marina Del Rey. De brefs plans sont réalisés à Londres et Hong Kong.

## Bande originale
La musique du film est composée par Matthew Margeson. La bande originale a été éditée sous le titre Skyline: Original Motion Picture Soundtrack , sortie chez Varèse Sarabande le 16 novembre 2010.
1. Don't Look Up - 1:40
2. Abduction - 3:29
3. The Escape - 3:32
4. Ship Down - 2:12
5. Skyline - 2:39
6. They're Not Dead - 5:02
7. Make a Run for It - 6:15
8. The Cavalry - 2:41
9. Arrival - 3:41
10. The Resurrection - 2:17
11. Final Battle - 3:14
12. Jarrod is Changing - 3:50
13. Vaya Con Dios - 1:28
14. Loss of a Friend - 3:58
15. Inside the Ship - 4:33
16. Damage Control - 1:55
17. Iowa (extrait de l'album Iowa de Slipknot, seulement utilisé dans la bande-annonce) - 15:05

## Accueil

### Accueil critique
Skyline n'est pas montré aux critiques avant sa sortie aux États-Unis ; cependant après celle-ci, il est sévèrement critiqué. L'agrégateur américain de critiques, Rotten Tomatoes donne au film un score de 15% basé sur 67 avis pour un score moyen de 3,5/10. De la même manière, Metacritic a donné au film un score de 26 sur 100, basé sur 18 critiques.
Dans Variety, Joe Leydon écrit une critique très négative : « Imaginez un mélange à la Benetton de Transformers et de Independance Day et vous êtes correctement préparé pour Skyline, une copie de thriller de science-fiction décevante qui est à peine plus impressionnante qu'un quelconque téléfilm de SyFy ». Michael Philips du Chicago Tribune écrit que « les effets sont assez bons pour un budget assez limité. Et c'est à peu près tout ce qu'il y a à dire sur Skyline ».
Le film est malgré tout un succès financier pour les producteurs Rogue Pictures, Relativity Media et Hydraulx (la compagnie des frères Strause) et Rat Entertainment (la compagnie de Brett Ratner) en récoltant près de 66 984 887 $ au box-office, pour un budget estimé à 10 millions de dollars.

## Distinctions
En 2011, Skyline a été sélectionné 1 fois dans diverses catégories et n'a remporté aucune récompense.

### Nominations
- Prix GoldSpirit (GoldSpirit Awards) 2011 : Révélation Compositeur de l'année pour Matthew Margeson.

## Suites
Maintes fois annoncée puis repoussée, une suite est finalement mise en chantier par son scénariste et producteur Liam O'Donnell sans les frères Strause à la réalisation mais toujours au poste de producteurs. L'annonce est faite en mai 2014 au cours du Festival du Film de Cannes marquant aussi ses débuts de réalisateur pour le grand écran.
Le film est intitulé : Beyond Skyline. Il sort dans un nombre de salles limitées, en VOD et en version numérique le 15 décembre 2017. Il sort en DVD et Blu-ray le 8 janvier 2018 aux Etats-Unis.
Un troisième opus, Skylines, sort fin 2020. Lindsey Morgan, Daniel Bernhardt et James Cosmos tiennent les rôles principaux. Un quatrième film est prévu en 2025.